# Hicham Arazi
Hicham Arazi (Casablanca, 19 oktober 1973) is een voormalig tennisser uit Marokko, die toetrad tot de professionals in 1993. Hij begon met tennis op vijfjarige leeftijd met zijn vader en tennisdocent Mohamed, nadat het gezin drie jaar eerder was geëmigreerd naar Frankrijk.
Zijn enige overwinning in het ATP-circuit kwam in 1997, toen Arazi zegevierde op het gravel van zijn geboorteplaats Casablanca. Vier jaar later ontving hij een persoonlijke fax van koning Mohammed VI van Marokko, nadat hij de finale had bereikt van het hoog aangeslagen toernooi van Monte Carlo. In die stad woont de linkshandige gravelspecialist.

## Resultaten grandslamtoernooien
| Legenda | Legenda                          |
| ------- | -------------------------------- |
| g.t.    | geen toernooi gehouden           |
| l.c.    | lagere categorie                 |
| –       | niet deelgenomen                 |
| G       | uitgeschakeld in de groepsfase   |
| 1R      | uitgeschakeld in de eerste ronde |
| 2R      | uitgeschakeld in de tweede ronde |
| 3R      | uitgeschakeld in de derde ronde  |
| 4R      | uitgeschakeld in de vierde ronde |
| KF      | uitgeschakeld in de kwartfinale  |
| HF      | uitgeschakeld in de halve finale |
| F       | de finale verloren               |
| W       | het toernooi gewonnen            |
| w-v     | winst/verlies-balans             |

### Enkelspel
| toernooi        | 1995 | 1996 | 1997 | 1998 | 1999 | 2000 | 2001 | 2002 | 2003 | 2004 |
| --------------- | ---- | ---- | ---- | ---- | ---- | ---- | ---- | ---- | ---- | ---- |
| Australian Open | –    | –    | 1R   | 4R   | 1R   | KF   | 1R   | 2R   | 1R   | KF   |
| Roland Garros   | –    | –    | KF   | KF   | 3R   | 3R   | 2R   | 3R   | 2R   | 1R   |
| Wimbledon       | –    | 2R   | 1R   | 3R   | 1R   | 3R   | 3R   | 1R   | 1R   | 3R   |
| US Open         | 1R   | 1R   | 1R   | 1R   | 3R   | 3R   | 3R   | 2R   | 2R   | 2R   |

### Mannendubbelspel
| toernooi        | 2001 |    | 2003 | 2004 |
| --------------- | ---- | -- | ---- | ---- |
| Australian Open | –    | 2R | 3R   |      |
| Roland Garros   | 1R   | –  | 1R   |      |
| Wimbledon       | –    | 2R | 1R   |      |
| US Open         | –    | 1R | 1R   |      |